# A döntő lépés
Az A döntő lépés album a Wellington zenekar 1995-ben megjelent első nagylemeze. A műsoros kazettán 10 dal szerepel, míg a CD-kiadásra a Demonstráció válogatáson 1994-ben megjelent Soha nem halsz meg dal is felkerült bónuszként.

## Az album dalai
Minden dal zenéjét a Wellington szerezte, minden dalszöveget Paksi Endre, kivéve a jelzett daloknál.
1. Ember – 4:12
2. A Föld asszonyai – 4:51
3. Az akarat lángja (Jeff Healey tiszteletére) (szöveg: Paksi Endre, Fábián Zoltán) – 6:04
4. A döntő lépés – 4:25
5. Férfivér – 3:47
6. Szerencsecsillag – 4:01
7. Egy régi barát – 6:16
8. Nincs szégyen, nincs bűn – 4:48
9. Hétköznapi horror (instrumentális) – 3:35
10. Álarc nélkül (szöveg: Paksi Endre, Fábián Zoltán) – 4:13
11. Soha nem halsz meg (bónusz dal a CD-kiadáson) – 3:43

## Közreműködők
Wellington
- Paksi Endre – ének
- Juhász Rob – gitár, vokál
- Fábián Zoltán – gitár, ének
- Nagy György – billentyűsök
- Berczelly Csaba – basszusgitár, akusztikus gitár, vokál
- Juhász Róbert – dobok, vokál

Vendégek
- Dobsi István, Thorday Ákos, Matos Zoltán, Wallachy Attila – vokál